# Битка код Барнета
Битка код Барнета одиграла се 14. априла 1471. године код места Барнет, 15 km северно од Лондона, између војске Едварда IV и Ричарда Невила, грофа од Ворика. Битка је део Рата ружа и завршена је победом Едварда IV.

## Битка
Битка је отпочела у густој магли, узајамним обухватом левог крила, што је, изгледа, довело до обрнутог фронта. Међу мноштвом обрта и изненађења отпочела је и међусобна борба делова исте стране, која је настављена и када је заблуда откривена, јер се обострано поверовало у издају. Ипак, победа је припала Едварду IV. Битка код Барнета је решила ратове двеју ружа. Из извора се посредно закључује да су сви сјахали за борбу пешке, чак и вође.